# Roy Carter (Musikproduzent)
Roy Carter (* im 20. Jahrhundert in London) ist ein britischer Gitarrist, Sänger und Musikproduzent.

## Leben
Roy Carter wurde im Londoner East End geboren und wuchs in der Gegend von West Ham auf. Einem elfjährigen Mitschüler zeigte er einst zwei Bassmuster für einen Blues und einen Boogie-Woogie und stiftete ihn an, diese statt der vom Lehrer anbefohlenen Tonleiter zu üben. Dieser Junge wurde später als Big John Carter bekannt. Anders als John Carter besuchte Roy Carter – trotz der Namensgleichheit scheint kein verwandtschaftliches Verhältnis zu bestehen – aber später das Goldsmith Music College.
Zu Beginn seiner musikalischen Karriere spielte Roy Carter in verschiedenen Reggae-Bands und suchte außerdem bei Auftritten fremder Bands regelmäßig die Gelegenheit, für einen kurzen Gig mit auf die Bühne zu gelangen. Er sei, sagte er 2013 in einem Interview, logischerweise zu dieser Zeit nicht „on every guitar players Christmas list“ gewesen. Er war zeitweise Bassist bei der Gruppe The Foundations und spielte für The Drifters die Gitarre.
1976 oder 1977 schloss Roy Carter sich der Band Heatwave an. Es gibt Quellen, nach denen sein Vorgänger Jesse Whitens geheißen haben und ermordet worden sein soll, aber auch die Aussage, das Originalmitglied der Gruppe habe Jessie Whitten geheißen und sei bei einem Autounfall ums Leben gekommen.
Zu den Heatwave-Alben Central Heating und Hot Property leistete Roy Carter maßgebliche Beiträge. CBS Records war es zu verdanken, dass die Band in jener Zeit bei einer Großveranstaltung zur Feier von Martin Luther Kings Geburtstag spielte. Um 1979 verließ Roy Carter die Band. 
In den 1980er-Jahren schrieb er zahlreiche Songs und produzierte viele Aufnahmen mit Central Line.
Er arbeitete an Courtney Pines 1986 erschienenem Album Journey to the Urge Within mit, das als „Best Jazz Album“ im Vereinigten Königreich nominiert wurde, und ist in Dee C Lees See the Day aus dem Jahr 1985 am Klavier zu hören. Für die Darts produzierte er 1985 die Single Blown Away. Er war zusammen mit David Grant Autor des Songs Change, der 1987 fünf Wochen lang in den Charts blieb.
2013 lebte Roy Carter mit seiner Familie in Birmingham. Zu dieser Zeit veranstaltete er Einmannshows, deren Inhalt sich nicht vorhersagen ließ: Er spiele, was das Publikum wünsche, erklärte er und fuhr fort: „[T]hat makes it even more fun and makes shure that everybody leaves with a smile [...]“.